# التیدت
التیدت (به لاتین: Alteidet) یک منطقهٔ مسکونی در نروژ است که در Kvænangen واقع شده‌است.

## خصوصیات
التیدت ۸ متر بالاتر از سطح دریا واقع شده‌است.